# Liste des intercommunalités du Calvados

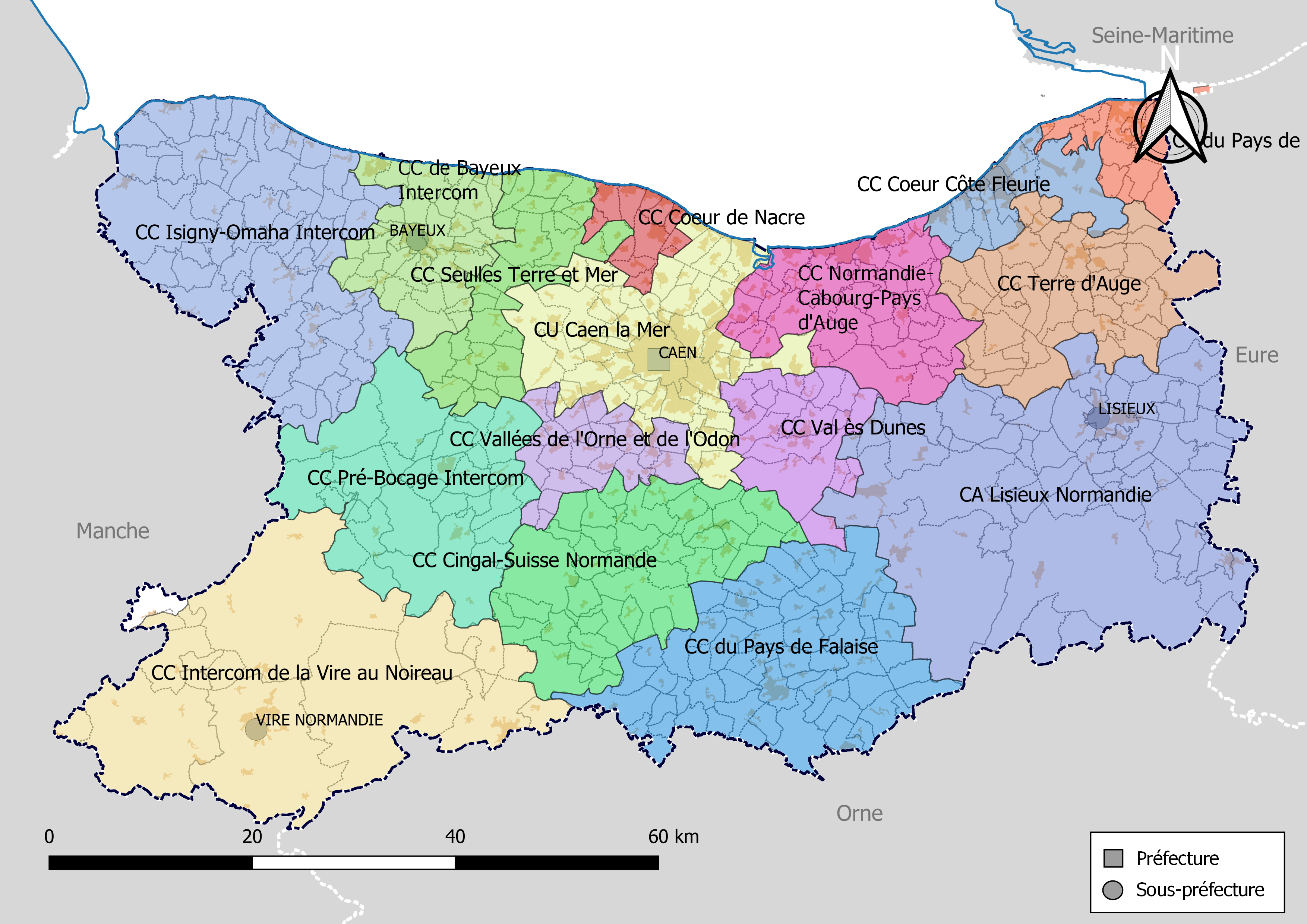
Carte des EPCI du Calvados au 1er janvier 2019.

Le département du Calvados compte, au 1er janvier 2020, 16 intercommunalités à fiscalité propre dont le siège est dans le département (une communauté urbaine, une communauté d'agglomération et quatorze communautés de communes, dont une qui est interdépartementale) regroupant les 527 communes du département.

## EPCI à fiscalité propre

### Actuelles
| Forme juridique            | Nom                               | no SIREN  | Date de création  | Nombre de communes      | Population (der. pop. légale) | Superficie (km2) | Densité (hab./km2) | Siège                 | Président                 |
| -------------------------- | --------------------------------- | --------- | ----------------- | ----------------------- | ----------------------------- | ---------------- | ------------------ | --------------------- | ------------------------- |
| Communauté urbaine         | Caen la Mer                       | 200065597 | 1er janvier 2017  | 48                      | 274 685 (2021)                | 362,90           | 757                | Caen                  | Nicolas Joyau             |
| Communauté d'agglomération | CA Lisieux Normandie              | 200069532 | 1er janvier 2017  | 53                      | 72 812 (2021)                 | 951,60           | 77                 | Lisieux               | François Aubey            |
| Communauté de communes     | CC Intercom de la Vire au Noireau | 200068799 | 1er janvier 2017  | 17                      | 46 235 (2021)                 | 789,0            | 59                 | Vire Normandie        | Catherine Gourney-Leconte |
| Communauté de communes     | CC Normandie-Cabourg-Pays d'Auge  | 200065563 | 1er décembre 2016 | 38                      | 31 566 (2022)                 | 276,40           | 114                | Dives-sur-Mer         | Olivier Paz               |
| Communauté de communes     | CC de Bayeux Intercom             | 241400555 | 1er janvier 1994  | 36                      | 29 919 (2021)                 | 199,0            | 150                | Bayeux                | Patrick Gomont            |
| Communauté de communes     | CC du Pays de Honfleur-Beuzeville | 200066827 | 1er janvier 2017  | 23 (dont 12 dans le 14) | 27 116 (2021)                 | 194,20           | 140                | Honfleur              | Michel Lamarre            |
| Communauté de communes     | CC du pays de Falaise             | 241400514 | 1er janvier 1994  | 58                      | 27 418 (2021)                 | 488,40           | 56                 | Falaise               | Jean-Philippe Mesnil      |
| Communauté de communes     | CC Isigny-Omaha Intercom          | 200066801 | 1er janvier 2017  | 59                      | 26 414 (2021)                 | 581,70           | 45                 | Le Molay-Littry       | Patrick Thomines          |
| Communauté de communes     | CC Pré-Bocage Intercom            | 200069524 | 1er janvier 2017  | 27                      | 24 798 (2021)                 | 416,90           | 60                 | Les Monts d'Aunay     | Gérard Leguay             |
| Communauté de communes     | CC Vallées de l'Orne et de l'Odon | 200066728 | 1er janvier 2017  | 22                      | 26 436 (2022)                 | 130,20           | 203                | Évrecy                | Hubert Picard             |
| Communauté de communes     | CC Cœur de Nacre                  | 241400860 | 1er janvier 2003  | 12                      | 23 951 (2021)                 | 60,60            | 395                | Douvres-la-Délivrande | Thierry Lefort            |
| Communauté de communes     | CC Cingal-Suisse Normande         | 200066710 | 1er janvier 2017  | 42                      | 24 819 (2021)                 | 387,80           | 64                 | Le Hom                | Jacky Lehugeur            |
| Communauté de communes     | CC Cœur Côte Fleurie              | 241400415 | 15 janvier 1974   | 12                      | 20 632 (2021)                 | 118,20           | 175                | Deauville             | Philippe Augier           |
| Communauté de communes     | CC Terre d'Auge                   | 241400878 | 1er janvier 2003  | 44                      | 19 569 (2021)                 | 323,60           | 61                 | Pont-l'Évêque         | Hubert Courseaux          |
| Communauté de communes     | CC Val ès Dunes                   | 200065589 | 1er janvier 2017  | 18                      | 18 851 (2021)                 | 165,80           | 114                | Argences              | Philippe Pesquerel        |
| Communauté de communes     | CC Seulles Terre et Mer           | 200069516 | 1er janvier 2017  | 28                      | 17 461 (2021)                 | 195,90           | 89                 | Creully sur Seulles   | Thierry Ozenne            |

### Anciennes intercommunalités
| Forme juridique      | Nom                                         | Nombre de communes                               | Siège                      | Date de création                                       | Date de disparition |
| -------------------- | ------------------------------------------- | ------------------------------------------------ | -------------------------- | ------------------------------------------------------ | ------------------- |
| Ca                   | Caen la Mer                                 | 8 (1973) 18 (1990) 28 (2003) 29 (2004) 35 (2013) | Caen                       | 16/11/1973 (district urbain) 1990 (District) 2002 (CA) | 01/01/2017          |
| Cdc                  | CC des Rives de l'Odon                      | 3                                                | Mouen                      | 20/12/1993                                             | 01/01/2013          |
| Cdc                  | CC Lisieux Pays d'Auge                      | 24                                               | Lisieux                    | 28/11/2002                                             | 01/01/2013          |
| Cdc                  | CC Moyaux Porte du Pays d'Auge              | 9                                                | Moyaux                     | 07/07/1993                                             | 01/01/2013          |
| Cdc                  | CC de Vire                                  | 8                                                | Vire                       | 09/06/1964 (District) 29/12/1999 (CC)                  | 01/01/2016          |
| Cdc                  | CC du canton de Vassy                       | 14                                               | Vassy                      | 21/04/1993                                             | 01/01/2016          |
| Cdc                  | CC de Bény-Bocage                           | 20                                               | Le Bény-Bocage             | 21/12/2000                                             | 01/01/2016          |
| Cdc                  | CC d'Orival                                 | 15                                               | Reviers                    | 27/12/1993                                             | 01/01/2017          |
| Cdc                  | CC Intercom Balleroy Le Molay-Littry        | 21                                               | Le Molay-Littry            | 04/12/1996                                             | 01/01/2017          |
| Cdc                  | CC de la Suisse normande                    | 30                                               | Le Hom                     | 26/12/1996                                             | 01/01/2017          |
| Cdc                  | CC Campagne et Baie de l'Orne               | 9                                                | Merville-Franceville-Plage | 26/12/1997                                             | 01/01/2017          |
| Cdc                  | CC du Cingal                                | 17                                               | Bretteville-sur-Laize      | 17/06/1998                                             | 01/01/2017          |
| Cdc                  | CC Plaine Sud de Caen                       | 8                                                | Bourguébus                 | 29/12/1999                                             | 01/01/2017          |
| Cdc                  | CC de Trévières                             | 25                                               | Formigny                   | 29/12/1999                                             | 01/01/2017          |
| Cdc                  | CC du Val de Seulles                        | 12                                               | Tilly-sur-Seulles          | 29/12/1999                                             | 01/01/2017          |
| Cdc                  | CC entre Thue et Mue                        | 11                                               | Bretteville-l'Orgueilleuse | 07/12/2000                                             | 01/01/2017          |
| Cdc                  | CC du Pays de Condé et de la Druance        | 9                                                | Condé-en-Normandie         | 18/12/2000                                             | 01/01/2017          |
| Cdc                  | CC Isigny Grandcamp Intercom                | 21                                               | Isigny-sur-Mer             | 28/11/2001                                             | 01/01/2017          |
| Cdc                  | CC de la Vallée d'Auge                      | 20                                               | Mézidon-Canon              | 14/12/2001                                             | 01/01/2017          |
| Cdc                  | CC du Pays de Livarot                       | 3                                                | Livarot-Pays-d'Auge        | 20/12/2001                                             | 01/01/2017          |
| Cdc                  | CC Évrecy-Orne-Odon                         | 19                                               | Évrecy                     | 28/12/2001                                             | 01/01/2017          |
| Cdc                  | CC Intercom séverine                        | 18                                               | Saint-Sever-Calvados       | 29/12/2001                                             | 01/01/2017          |
| Cdc                  | CC de Bessin, Seulles et Mer                | 9                                                | Courseulles-sur-Mer        | 29/06/2002                                             | 01/01/2017          |
| Cdc                  | CC des Trois Rivières                       | 14                                               | Saint-Pierre-sur-Dives     | 01/07/2002                                             | 01/01/2017          |
| Cdc                  | CC de l'Estuaire de la Dives                | 6                                                | Dives-sur-Mer              | 15/11/2002                                             | 01/01/2017          |
| Cdc                  | CC Entre bois et marais                     | 9                                                | Troarn                     | 11/12/2002                                             | 01/01/2017          |
| Cdc                  | CC du pays de Honfleur                      | 13                                               | Honfleur                   | 13/12/2002                                             | 01/01/2017          |
| Cdc                  | CC du Pays d'Auge dozuléen                  | 15                                               | Dozulé                     | 13/12/2002                                             | 01/01/2017          |
| Cdc                  | CC Val ès dunes                             | 17                                               | Argences                   | 13/12/2002                                             | 01/01/2017          |
| Cdc                  | CC Villers-Bocage Intercom                  | 25                                               | Villers-Bocage             | 12/12/2003                                             | 01/01/2017          |
| Cdc                  | CC Aunay-Caumont-Intercom                   | 21                                               | Aunay-sur-Odon             | 28/11/2003                                             | 01/01/2017          |
| Cdc                  | CC du Pays de l'Orbiquet                    | 7                                                | Orbec                      | 04/04/2005                                             | 01/01/2017          |
| Cdc                  | CC de la Vallée de l'Orne                   | 5                                                | May-sur-Orne               | 08/10/2010                                             | 01/01/2017          |
| Cdc                  | Lintercom Lisieux - Pays d'Auge - Normandie | 33                                               | Lisieux                    | 25/05/2012                                             | 01/01/2017          |
| Cdc                  | CC de Cambremer                             | 22                                               | Cambremer                  | 31/12/2001                                             | 01/01/2018          |
| Total : 1 CA ; 34 CC |                                             |                                                  |                            |                                                        |                     |

### Évolution historique

#### 2013
- Création de la communauté de communes Lisieux cœur pays d'Auge, le 1er janvier 2013 à partir de la fusion de :
  - la communauté de communes Lisieux Pays d'Auge
  - la communauté de communes Moyaux Porte du Pays d'Auge

Elle est renommée Lintercom Lisieux - Pays d'Auge - Normandie le 15 avril 2013
- Suppression de la communauté de communes des Rives de l'Odon le 1er janvier 2013 rejoignant la communauté d'agglomération Caen la Mer

- Les communes de Ouistreham, Colleville-Montgomery et Saint-André-sur-Orne ont été rattachées à la communauté d'agglomération Caen la Mer au 1er janvier 2013.

- La commune de Carcagny a été rattachée à la CC du Val de Seulles au 1er janvier 2013

#### 2016
- Suppression de la communauté de communes de Vire le 1er janvier 2016 transformé en la commune nouvelle de Vire Normandie par fusion des 8 communes la composant

- Suppression de la communauté de communes du canton de Vassy le 1er janvier 2016 transformé en la commune nouvelle de Valdallière par fusion des 14 communes la composant

- Suppression de la communauté de communes de Bény-Bocage le 1er janvier 2016 transformé en la commune nouvelle de Souleuvre en Bocage par fusion des 20 communes la composant

- Les communes de Cerqueux, Familly, Meulles et Préaux-Saint-Sébastien (appartenant à la CC du Pays de l'Orbiquet) sont supprimées le 1er janvier 2016 et intégrées au sein de la commune nouvelle de  Livarot-Pays-d'Auge appartenant à la CC du Pays de Livarot

- Les communes d'Arromanches-les-Bains et de Saint-Côme-de-Fresné quittent la CC de Bessin, Seulles et Mer le 1er janvier 2016 pour adhérer à la CC de Bayeux Intercom[17]

- Les communes d'Annebault, Bourgeauville, Branville et Danestal quittent la CC du Pays d'Auge dozuléen, le 1er janvier 2016, pour adhérer à la CC Blangy Pont-l'Évêque Intercom[17]

#### 2017
- Création de la communauté urbaine Caen la Mer, le 1er janvier 2017 à partir de la fusion de :
  - la communauté d'agglomération Caen la Mer
  - la communauté de communes entre Thue et Mue
  - la communauté de communes Plaine Sud de Caen
  - la commune de Thaon (issue de la CC d'Orival)

- Les communes de Courseulles-sur-Mer (issue de la CC de Bessin, Seulles et Mer) et de Reviers (issue de la CC d'Orival) intègrent le 1er janvier 2017 la CC Cœur de Nacre

- Création de la communauté d'agglomération Lisieux Normandie, le 1er janvier 2017 à partir de la fusion de :
  - Lintercom Lisieux - Pays d'Auge - Normandie
  - la communauté de communes de la Vallée d'Auge (sauf Condé-sur-Ifs qui intègre la CC Val ès dunes)
  - la communauté de communes des Trois Rivières (sauf Vendeuvre qui intègre la CC du pays de Falaise)
  - la communauté de communes du Pays de l'Orbiquet

- Création de la communauté de communes Isigny-Omaha Intercom, le 1er janvier 2017 à partir de la fusion de :
  - la communauté de communes Intercom Balleroy Le Molay-Littry
  - la communauté de communes Isigny Grandcamp Intercom
  - la communauté de communes de Trévières

- Création de la communauté de communes Seulles Terre et Mer, le 1er janvier 2017 à partir de la fusion de :
  - la communauté de communes de Bessin, Seulles et Mer (sauf Courseulles-sur-Mer qui intègre la CC Cœur de Nacre)
  - la communauté de communes d'Orival (sauf Thaon qui intègre la communauté urbaine Caen la Mer et Reviers qui intègre la CC Cœur de Nacre)
  - la communauté de communes du Val de Seulles
  - les communes de Hottot-les-Bagues et de Lingèvres (issues de la CC Villers-Bocage Intercom)

- Création de la communauté de communes Pré-Bocage Intercom, le 1er janvier 2017 à partir de la fusion de :
  - la communauté de communes Villers-Bocage Intercom (sauf Hottot-les-Bagues et Lingèvres qui intègrent qui intègre la CC de Seulles, Terre et Mer)
  - la communauté de communes Aunay-Caumont-Intercom
  - la commune du Plessis-Grimoult (issue de la CC du Pays de Condé et de la Druance)

- Création de la communauté de communes Intercom de la Vire au Noireau, le 1er janvier 2017 à partir de la fusion de :
  - l'ancienne communauté de communes de Vire (commune nouvelle de Vire Normandie)
  - la communauté de communes du Pays de Condé et de la Druance (sauf Le Plessis-Grimoult qui intègre la CC de Pré-Bocage Intercom)
  - la communauté de communes Intercom séverine
  - l'ancienne communauté de communes de Bény-Bocage (commune nouvelle de Souleuvre en Bocage)
  - l'ancienne communauté de communes du canton de Vassy (commune nouvelle de Valdallière)

- Création de la communauté de communes Cingal-Suisse Normande, le 1er janvier 2017 à partir de la fusion de :
  - la communauté de communes de la Suisse normande
  - la communauté de communes du Cingal

- La commune de Vendeuvre (issue de la CC des Trois Rivières) intègre le 1er janvier 2017 la CC du pays de Falaise

- Création de la communauté de communes Vallées de l'Orne et de l'Odon, le 1er janvier 2017 à partir de la fusion de :
  - la communauté de communes Évrecy-Orne-Odon
  - la communauté de communes de la Vallée de l'Orne

- Création de la communauté de communes Val ès dunes, le 1er janvier 2017 à partir de la fusion de :
  - la communauté de communes du Val ès dunes
  - la communauté de communes Entre bois et marais (sauf Saint-Samson, Escoville et Touffréville qui intègrent la CC Normandie Cabourg Pays d'Auge)
  - la commune de Condé-sur-Ifs (issue de la CC de la Vallée d'Auge)

- Création de la communauté de communes Normandie-Cabourg-Pays d'Auge, le 1er janvier 2017 à partir de la fusion de :
  - la communauté de communes Campagne et Baie de l'Orne
  - la communauté de communes de l'Estuaire de la Dives
  - la communauté de communes du Pays d'Auge dozuléen
  - les communes de Saint-Samson et d'Escoville (issues de la CC Entre bois et marais)

- Création de la communauté de communes du Pays de Honfleur-Beuzeville, le 1er janvier 2017 à partir de la fusion de :
  - la communauté de communes du pays de Honfleur
  - la communauté de communes du canton de Beuzeville (département de l'Eure)

- EPCI à fiscalité propre restant en l'état :
  - la communauté de communes de Bayeux Intercom (36 communes ; 30 074 hab. ; 24 compétences)
  - la communauté de communes Cœur Côte Fleurie (11 communes ; 20 282 hab. ; 18 compétences)
  - la communauté de communes Blangy Pont-l'Évêque Intercom (35 communes ; 16 860 hab. ; 20 compétences)
  - la communauté de communes de Cambremer (22 communes ; 5 696 hab. ; 16 compétences) reste en l'état, bénéficiant de la dérogation de l'article L.5210-1-1 III 1° b du fait d'une densité démographique de 30,88 inférieure à 30 % de la densité démographique nationale fixée à 103,4 habitants au kilomètre carré. Les instances de cette communauté de communes s'engagent à poursuivre leur réflexion pour aboutir à une fusion avec la communauté de communes Blangy-Pont l'Evêque Intercom avant la fin du mandat des élus.

Le 1er janvier 2017, les limites d'arrondissements sont adaptées à cette réforme :
- L'arrondissement de Caen est composé de la communauté urbaine Caen la Mer, de la communauté de communes Cœur de Nacre, de la communauté de communes Cingal-Suisse Normande, de la communauté de communes du pays de Falaise, de la communauté de communes Vallées de l'Orne et de l'Odon et de la communauté de communes Val ès dunes.
- L'arrondissement de Lisieux est composé de la communauté d'agglomération Lisieux Normandie, de la partie calvadosienne de la communauté de communes du Pays de Honfleur-Beuzeville, de la communauté de communes Cœur Côte Fleurie, de la communauté de communes Blangy Pont-l'Évêque Intercom, de la communauté de communes de Cambremer et de la communauté de communes Normandie-Cabourg-Pays d'Auge.
- L'arrondissement de Bayeux est composé de la communauté de communes de Bayeux Intercom, de la communauté de communes Isigny-Omaha Intercom et de la communauté de communes Seulles Terre et Mer.
- L'arrondissement de Vire est composé de la communauté de communes Pré-Bocage Intercom et de la communauté de communes Intercom de la Vire au Noireau.

#### 2018
- Suppression de la communauté de communes de Cambremer le 1er janvier 2018, dix communes ont rejoint Blangy-Pont-l’Évêque : Formentin, Manerbe, Léaupartie, Bonnebosq, Le Fournet, Auvillars, Repentigny, Valsemé, La Roque-Baignard et Drubec. Six ont adhéré à Normandie Cabourg Pays-d’Auge ; Beuvron-en-Auge, Hotot-en-Auge, Beaufour-Druval, Victot-Ponfol, Gerrots et Rumesnil. Les six dernières se tournent vers Lisieux : Cambremer, Notre-Dame-de-Livaye, Notre-Dame-d’Estrées-Corbon, Saint-Laurent-du-Mont, Montreuil-en-Auge et Saint-Ouen-le-Pin[19].

- La commune de Saint-Gatien-des-Bois passe de la communauté de communes du pays de Honfleur-Beuzeville à la CC Cœur Côte Fleurie au 1er janvier 2018[19].

- La commune de Pont-Farcy fusionnera avec Tessy Bocage dans la Manche et passera de la communauté de communes Intercom de la Vire au Noireau à Saint-Lô Agglo.

#### A venir
- En 2021 ou 2022, la communauté de communes Cœur de Nacre rejoindra la communauté urbaine Caen la Mer.

- Certaines communes de la communauté de communes Isigny-Omaha Intercom envisagent un rapprochement avec la communauté de communes de Bayeux Intercom ou la communauté de communes de la Baie du Cotentin située dans la Manche.

- La communauté de communes Vallées de l'Orne et de l'Odon et la communauté de communes Val ès dunes , ainsi que certaines communes de la communauté de communes Normandie-Cabourg-Pays d'Auge, pourraient a termes rejoindre la communauté urbaine Caen la Mer.

- La communauté de communes Seulles Terre et Mer pourrait intégrer la communauté de communes de Bayeux Intercom ou être partagé entre cette dernière et la CU de Caen la Mer.

## EPCI sans fiscalité
Au 1er janvier 2020, il existe :

### Syndicats intercommunaux
- 85 syndicats intercommunaux à vocation unique (SIVU)

- 16 Syndicats intercommunaux à vocation multiple (SIVOM)

### Syndicats mixtes
- 34 syndicats mixtes fermés

- 7 syndicats mixtes ouverts

### Autres
- 2 Pôle métropolitains : 
  - Pôle métropolitain Caen Normandie Métropole
  - Pôle métropolitain Réseau Ouest Normand

- 1 Pays : Pays du Bessin au Virois